# Intervenção federal no Distrito Federal em 2023
A intervenção federal no Distrito Federal em 2023 foi a decisão do Governo Federal do Brasil de intervir na autonomia do Distrito Federal diante das invasões na Praça dos Três Poderes. Tornou-se a terceira aplicação do art. 34 da Constituição Federal de 1988, que já havia ocorrido nos estados do Rio de Janeiro e de Roraima durante o Governo Michel Temer, em 2018. A decisão foi instituída por meio do Decreto n.º 11 377, de 8 de janeiro de 2023, outorgado pelo Presidente da República Luiz Inácio Lula da Silva, com publicação no Diário Oficial da União em edição extra no mesmo dia.
Foi nomeado como interventor o secretário-executivo do Ministério da Justiça Ricardo Garcia Cappelli, ex-presidente da União Nacional dos Estudantes. A intervenção tirou o poder do governo do Distrito Federal sobre a área da segurança pública, e durou até 31 de janeiro.
A Câmara dos Deputados aprovou o decreto no dia seguinte de sua instituição em votação simbólica, com os partidos PL e NOVO liberando suas bancadas. O texto foi aprovado pelo Senado Federal no dia 10 de Janeiro de 2023.

## Contexto
A intervenção federal foi motivada por invasões na Praça dos Três Poderes em 8 de janeiro de 2023 por bolsonaristas radicais em atos antidemocráticos, por não aceitarem os resultados da eleição presidencial no Brasil em 2022. Foi fundamentada no art. 34, III, da Constituição Federal, que traz como hipótese pôr termo a grave comprometimento da ordem pública. Seu uso foi feito por conta da força de segurança do Distrito Federal não ter sido suficiente para conter os invasores.
O governador do Distrito Federal exonerou o Secretário de Segurança Pública do DF, Anderson Torres, como forma de evitar a necessidade de se decretar uma intervenção, que logo se sucedeu.

## Desdobramentos
Após o decreto, o governador convocou os policiais do Distrito Federal para se apresentarem e depois gravou um vídeo de desculpas pelo ocorrido, não se opondo à intervenção federal no distrito.
No dia seguinte, o interventor federal determinou a troca do comando da Polícia Militar do Distrito Federal. No dia 10 de janeiro, ele exonerou todos os comandantes que tinham a responsabilidade pela segurança da Praça dos Três Poderes, e várias pessoas indicadas pelo ex-secretário de Segurança Pública.
Ao fim da intervenção, foi restabelecido o controle da segurança pública ao governo do Distrito Federal. A então governadora em exercício Celina Leão indicou Sandro Avelar para Secretário de Segurança Pública.

## Relatório
Em 27 de janeiro de 2023 o interventor federal Ricardo Cappelli divulgou o relatório com 62 páginas narrando sequências de fatos, apoios e omissões que culminaram com os atos de invasões das sedes dos poderes.